# Шилкарский, Владимир Семёнович
Влади́мир Семёнович Шилка́рский (лит. Vladimiras Šilkarskis; 27 января 1884, деревня Юоджёнис Пабиржской волости Биржанского уезда Ковенской губернии, Российская империя — 20 августа 1960, Бонн, ФРГ) — русский и литовский философ-спиритуалист, последователь Льва Лопатина и Густава Тейхмюллера, представитель Юрьевской философской школы.

## Биография
Владимир Шилкарский родился в 1884 году в Литве в дворянской семье. Окончив гимназию в Митаве, поступил на историко-филологический факультет Московского университета. По окончании университета, в 1910 году, был оставлен при факультете для подготовки к профессорскому званию. С 1914 года преподавал философию в Юрьевском университете, в 1918 получил звание профессора. В 1919 году переселился в Литву, в 1919—1920 занимал должность профессора в Университете Стефана Батория в Вильнюсе. С 1921 года был профессором греческого языка и литературы в университете Витовта Великого в Каунасе. В 1940 году, после оккупации Литвы советскими войсками, перебрался в Германию, где в 1946 году стал профессором Боннского университета. Скончался в Бонне в 1960 году.

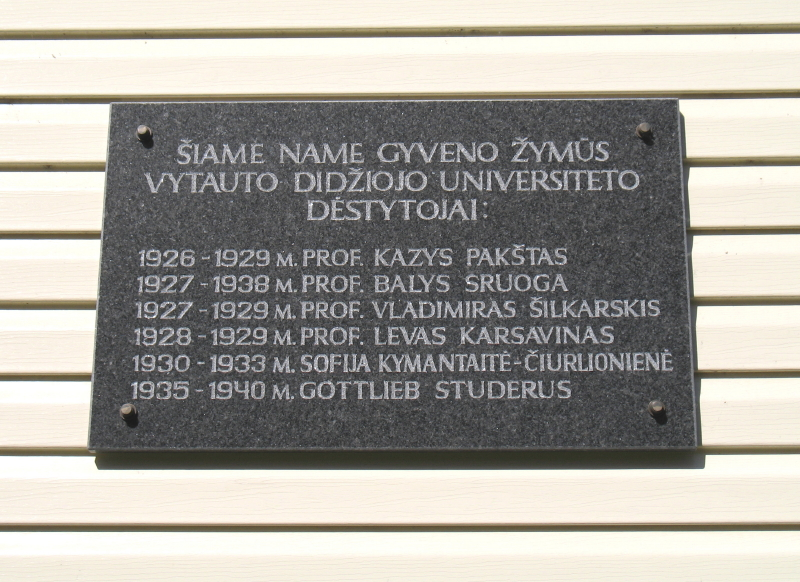
Мемориальная доска в Каунасе

3 февраля 2006 года в Каунасе на так называемом «профессорском доме» (Žemuogių g. 6) открыта коллективная мемориальная таблица в память живших в этом здании профессоров Университета Витаутаса Великого Казиса Пакштаса, Балиса Сруоги, Владимира Шилкарскиса, Льва Карсавина, Софии Кимантантайте-Чюрлёнене, Готлиба Студеруса.